# Silusa rubiginosa
Silusa rubiginosa är en skalbaggsart som beskrevs av Wilhelm Ferdinand Erichson 1837. Silusa rubiginosa ingår i släktet Silusa, och familjen kortvingar. Enligt den finländska rödlistan är arten nära hotad i Finland. Enligt den svenska rödlistan är arten sårbar i Sverige. Arten förekommer i Götaland, Svealand och Nedre Norrland. Artens livsmiljö är lundskogar.